# NATO 보고명
NATO 보고명(영어: NATO reporting name) 또는 NATO 암호명(영어: NATO codename)은 러시아, 중화인민공화국, 그리고 기타 동구권 국가들의 무기를 부르는 NATO의 암호명이다. 그들은 원래의 명칭 대신에 획일적인 방식으로 모호하지 않고 쉽게 이해되는 영어 단어들을 제공하며, 당시 서양에서는 알려지지 않았거나 암호를 쉽게 혼동했을 수 있었다. 일례로 러시아 공군의 폭격기 투폴레프 Tu-160은 "Blackjack"으로, 중국 인민해방군 공군의 제공전투기인 선양 J-11은 "Flanker-L"로, 구 체코슬로바키아 공군의 훈련기 겸 경공격기인 아에로 L-39 델핀은 "Maya"라고 부른다. 북대서양 조약 기구는 여전히 일부 기체를 암호명으로 부르고 있다.